# Chicalim
Chicalim är en ort i Indien.   Den ligger i distriktet South Goa och delstaten Goa, i den sydvästra delen av landet, 1 500 km söder om huvudstaden New Delhi. Chicalim ligger 20 meter över havet och antalet invånare är 7 787.
Terrängen runt Chicalim är platt. Havet är nära Chicalim åt nordväst. Runt Chicalim är det mycket tätbefolkat, med 1 754 invånare per kvadratkilometer. Närmaste större samhälle är Vāsco Da Gāma, 2,8 km väster om Chicalim.